# Stugvägen
Stugvägen är en bebyggelse på norra Färingsö i Ekerö kommun.  Bebyggelsen klassades 2020 som en småort.